# Lábasház (Sepsiszentgyörgy)
A sepsiszentgyörgyi lábasház műemlék épület Romániában, Kovászna megyében. A romániai műemlékek jegyzékében a CV-II-m-A-13109 sorszámon szerepel.

## Története
1818–1822 között épült. Ez volt a huszárezred parancsnoki székháza. A szabadságharc után a határőrség felszámolásával a járásbíróság költözött az épületbe. Egyúttal siralomház szerepét is betöltötte az épület. Később az épület a Székely Tanalap tulajdonába került, majd évtizedekig a Sepsi járás, illetve bíróságnak adott helyet. 
Az első világháború előtt a lebontás veszélye fenyegette az épületet, de a háború kitörése miatt nem bontották le az épületet. Az 1950-es évektől itt őrizték az Állami Levéltár kincseit.
A leromlott állapotú épület teljeskörű felújítás után 2008 óta várja látogatóit. A Székely Nemzeti Múzeum felújítása idején ideiglenes kiállítóhelyként működött.